# Ernst Oppler
Ernst Oppler (Hannover, 9 settembre 1867 – Berlino, 1º marzo 1929) è stato un pittore tedesco.

## Biografia
Ernst Oppler nacque a Hannover il 9 settembre 1867. Era il figlio dell'architetto Edwin Oppler e il fratello dello scultore Alexander Oppler. Cominciò precocemente a disegnare e dipingere e nel 1885 entrò nell'Accademia delle belle arti di Monaco di Baviera, dove restò fino al 1900.
Nel 1899 partecipò alla III Esposizione internazionale d'arte di Venezia.
Viaggiò poi per l'Europa, rimanendo particolarmente colpito da Parigi e Londra, dove ebbe modo di ammirare le opere di maestro come James Abbott McNeill Whistler.
Intorno al 1900 Oppler comprese l'importanza dell'impressionismo francese e si avvicinò allo stile di Édouard Manet e di Edgar Degas, cominciando anche a collezionarne i quadri. Si stabilì infine a Berlino, dove nel 1904 si aggregò al gruppo artistico della Secessione.

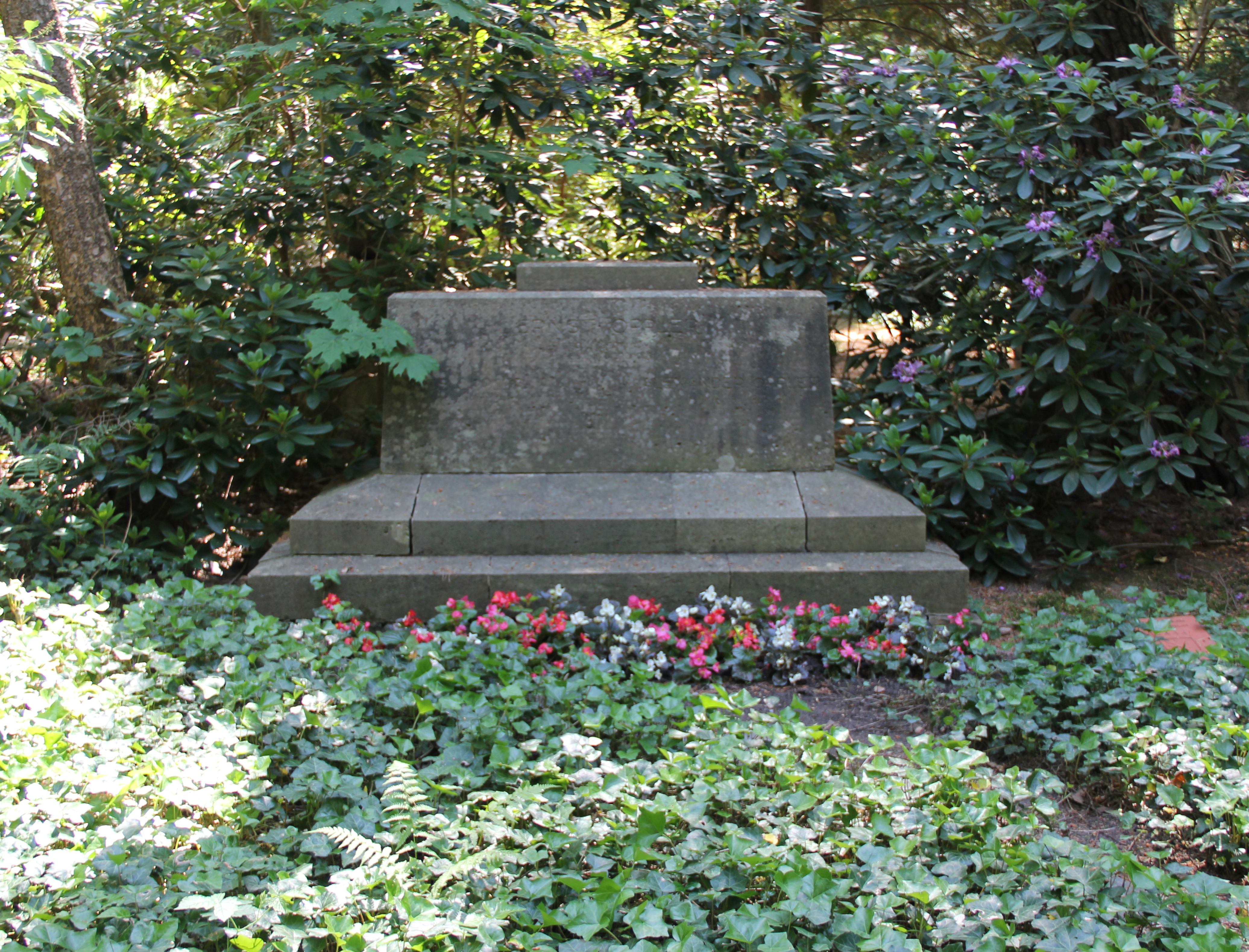
La tomba di Ernst Oppler e del fratello Alexander, a Berlino.

Con le opere di questo periodo, caratterizzate da un forte timbro sentimentale, Oppler rimase in una posizione per certi versi ambigua, cercando un compromesso tra il tardo impressionismo.
Sotto l'influenza delle deformazioni espressioniste di Otto Dix, le opere di questo periodo uscirono definitivamente dall'orbita dell'impressionismo della Secessione berlinese per rispecchiare, con crudo verismo, il tragico clima della prima guerra mondiale.
Morì per un infarto il 1º marzo 1929.